# Steinbach-Hallenberg
Steinbach-Hallenberg ist eine Stadt im Landkreis Schmalkalden-Meiningen in Thüringen. Die Stadt hat rund 9000 Einwohner.

## Geografie
Die Stadt liegt im Haseltal am Südwesthang des Thüringer Waldes (etwa 4 km südlich des Rennsteigs) in etwa 420 bis 470 m Höhe. Die Gewerbegebiete der Stadt finden sich im Wesentlichen in Herges-Hallenberg.

### Stadtgliederung
Die Stadt setzt sich aus folgenden Ortsteilen zusammen:
- Altersbach
- Bermbach
- Herges-Hallenberg
- Oberschönau
- Rotterode
- Steinbach-Hallenberg
- Unterschönau
- Viernau

### Nachbargemeinden
Angrenzende Gemeinden sind Christes, Floh-Seligenthal, Kühndorf, Oberhof, Schmalkalden, Schwarza und Zella-Mehlis.

## Geschichte

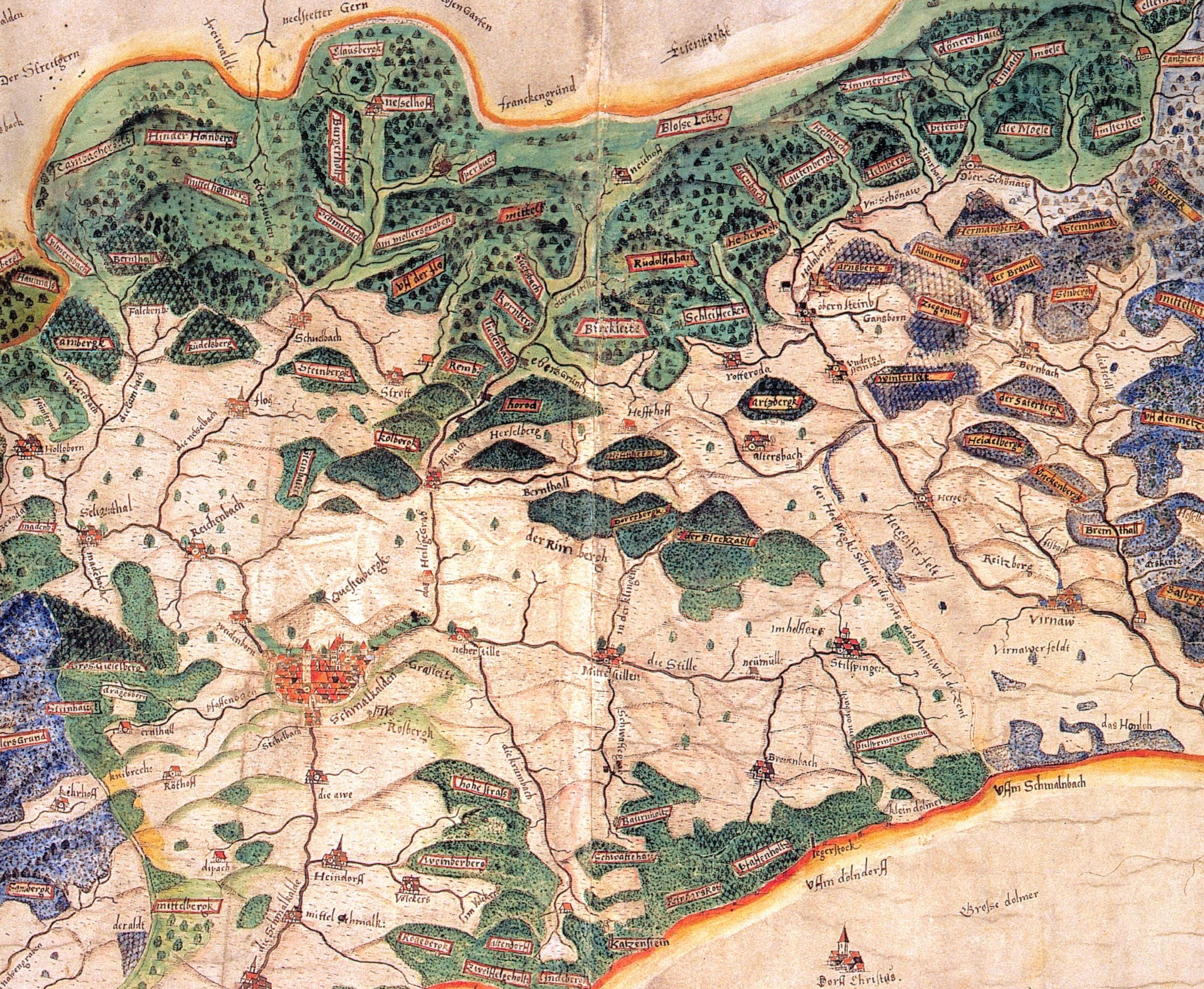
Ausschnitt einer Karte des Amtes Schmalkalden, Joist Moers, 1589

Die Anfänge von Steinbach-Hallenberg sind eng mit der Geschichte der jetzigen Ruine Hallenburg verbunden. Die Besiedlung des Steinbach-Hallenberger Grundes (Haseltal) vollzog sich vermutlich seit dem 12. Jahrhundert. Am 24. Oktober 1303 trennte die damalige Landesherrin von Schmalkalden, Markgräfin, Anna von Brandenburg, die Kapelle St. Marie in Steinbach von der Schmalkaldener Mutterkirche. In dieser Urkunde findet das heutige Steinbach-Hallenberg seine erste dokumentierte Erwähnung. Ältere belegte Zeugnisse liegen jedoch von der Hallenburg vor. So wird im Jahre 1228 Reginhard von Hallenberg genannt. Es ist zu vermuten, dass bereits in diesem Jahr eine Siedlung unter der Hallenburg bestanden hat. Erwähnenswert ist ebenso, dass sich die Burg unter den von Kaiser Otto IV. im Jahre 1212 zerstörten Schlössern befunden haben soll. Die dynastische Kleinherrschaft der Herren von Haldenberg könnte sogar bis in die Anfänge des 12. Jahrhunderts zurückgehen, da der Grenzverlauf der Reinhardsbrunner Klosterurkunden aus dem Jahre 1111 Rückschlüsse auf ein Herrschaftsgebiet um die Hallenburg zulässt.
Am 18. Juli 1595 wurde der Gemeinde Steinbach unter Hallenberg das Schank- und Braurecht, im Juni 1669 das Marktrecht und am 30. Juni 1936 das Stadtrecht verliehen.

### Unter- und Obersteinbach
Die Stadt Steinbach-Hallenberg entstand aus ursprünglich zwei selbstständigen Siedlungen. Die Karte „Warhaffter Abriss der Herrschaft Schmalkalden“ aus dem Jahre 1589 zeigt Undern Steinbach und Obern Steinbach. Obersteinbach wurde von den Siedlungen am Schlossberg und an der „Burg“ (heutige Moosburgstraße) gebildet. Untersteinbach hingegen entwickelte sich aus einer Siedlung, die entlang des im Erbstal fließenden Gewässers bestand. Beide Siedlungen gehörten vom 16. Jahrhundert bis 1822 zum Amt Hallenberg (seit 1619 zur hessischen Herrschaft Schmalkalden), woraus später der Doppelname Steinbach-Hallenberg entstand.

### Zweiter Weltkrieg
Während des Zweiten Weltkrieges mussten etwa 90 Frauen und Männer aus Frankreich, der Ukraine und den Niederlanden Zwangsarbeit leisten: in kleineren Metallbetrieben, bei Bäcker Arthur Fuchs, bei Gastwirt Rudolf Waitz, in der Firma Kurt Wilhelm. Mindestens drei Frauen mit Kind starben an den  Lebensbedingungen und wurden auf dem Friedhof Im Eichelbach von Schmalkalden begraben.

### Territoriale und politische Zugehörigkeit
| 12. Jh.–1228/1232 | dynastische Kleinherrschaft der Herren von Hallenberg                                                                |
| 1228/1232–1274    | Grafschaft Henneberg (ungeteilt)                                                                                     |
| 1274–1391         | Grafschaft Henneberg-Hartenberg (dazwischen vor 1374–1391 Pfandschaft der Herren von Bibra)                          |
| 1391–1549         | Grafschaft Henneberg(-Aschach)-Römhild (1532–1549 Seitenlinie Henneberg-Schwarza)                                    |
| 1549–1583         | Grafschaft Henneberg-Schleusingen                                                                                    |
| 1583–1619         | Kurfürstentum Sachsen                                                                                                |
| 1619–1626         | Landgrafschaft Hessen-Kassel                                                                                         |
| 1626–1646         | Pfandherrschaft Hessen-Darmstadt                                                                                     |
| 1646–1807         | Landgrafschaft Hessen-Kassel                                                                                         |
| 1807–1813         | Königreich Westphalen (Werra-Departement, Distrikt Eschwege)                                                         |
| 1813–1866         | Kurfürstentum Hessen                                                                                                 |
| 1866–1944         | Königreich und Freistaat Preußen (Provinz Hessen-Nassau, Regierungsbezirk Kassel, Landkreis Herrschaft Schmalkalden) |
| 1944–1945         | Land Preußen (Provinz Sachsen, Regierungsbezirk Erfurt)                                                              |
| 1945–1952         | Land Thüringen (1945–1950 Landkreis Schmalkalden, 1950–1952 Landkreis Suhl)                                          |
| 1952–1990         | Bezirk Suhl, Kreis Schmalkalden                                                                                      |
| seit 1990         | Freistaat Thüringen (1990–1994 Landkreis Schmalkalden, seit 1994 Landkreis Schmalkalden-Meiningen)                   |

### Eingemeindungen
Die Gemeinde Herges-Hallenberg wurde 1978 eingemeindet.
Zum 1. Januar 2019 wurden die Gemeinden der angrenzenden Verwaltungsgemeinschaft Haselgrund (Altersbach, Bermbach, Oberschönau, Rotterode, Unterschönau und Viernau) nach Steinbach-Hallenberg eingegliedert.

### Einwohnerentwicklung
| Jahr | Einwohner |
| ---- | --------- |
| 1564 | .0400     |
| 1647 | .0620     |
| 1747 | 1.450     |
| 1773 | 2.011     |
| 1796 | 1.911     |
| 1802 | 2.019     |
| 1828 | 2.426     |
| 1830 | 2.475     |
| 1848 | 2.666     |
| 1875 | 3.000     |
| 1890 | 3.240     |
| 1895 | 3.664     |
| 1900 | 4.009     |

| Jahr | Einwohner |
| ---- | --------- |
| 1933 | 5.978     |
| 1935 | 6.034     |
| 1939 | 6.077     |
| 1946 | 7.010     |
| 1960 | 6.392     |
| 1965 | 6.295     |
| 1974 | 6.242     |
| 1994 | 6.130     |
| 1995 | 6.147     |
| 1996 | 6.152     |
| 1997 | 6.220     |
| 1998 | 6.167     |
| 1999 | 6.168     |

| Jahr | Einwohner |
| ---- | --------- |
| 2000 | 6.149     |
| 2001 | 6.034     |
| 2002 | 5.960     |
| 2003 | 5.868     |
| 2004 | 5.777     |
| 2005 | 5.727     |
| 2006 | 5.620     |
| 2007 | 5.530     |
| 2008 | 5.471     |
| 2009 | 5.414     |
| 2010 | 5.347     |
| 2011 | 5.191     |
| 2012 | 5.084     |

| Jahr | Einwohner |
| ---- | --------- |
| 2013 | 5.053     |
| 2014 | 5.046     |
| 2015 | 5.056     |
| 2016 | 4.965     |
| 2017 | 4.887     |
| 2018 | 4.894     |
| 2019 | 9.575*    |
| 2020 | 9.479     |
| 2021 | 9.435     |
| 2022 | 9.408     |
| 2023 | 9.273     |

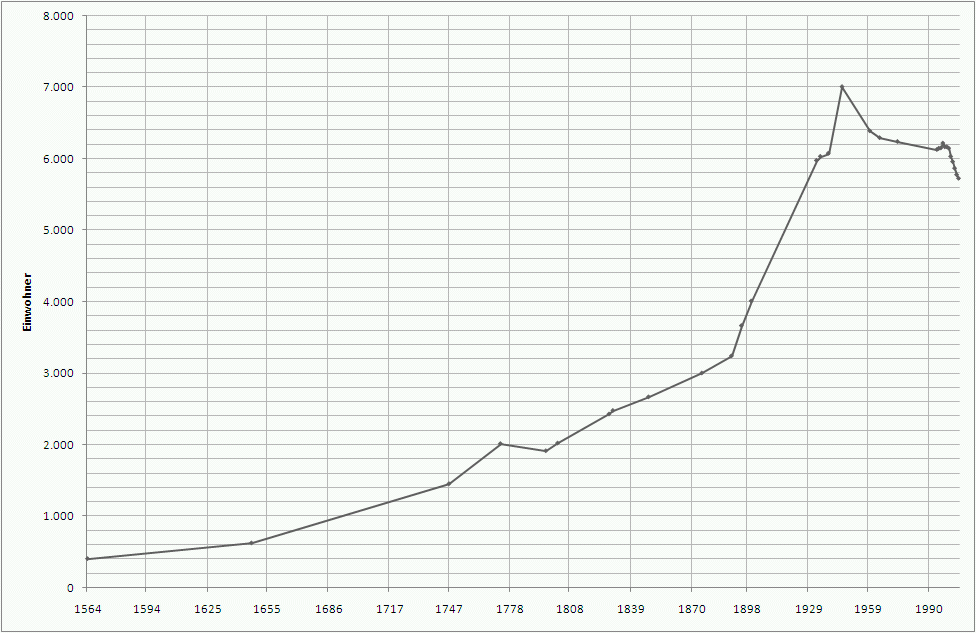
Entwicklung der Einwohnerzahlen von Steinbach-Hallenberg

* ab 2019 neugebildete Stadt Steinbach-Hallenberg

## Politik

### Stadtrat
Die Kommunalwahl am 26. Mai 2024 mit einer Wahlbeteiligung von 62,7 % führte zu folgender Verteilung der 20 Sitze im Stadtrat:

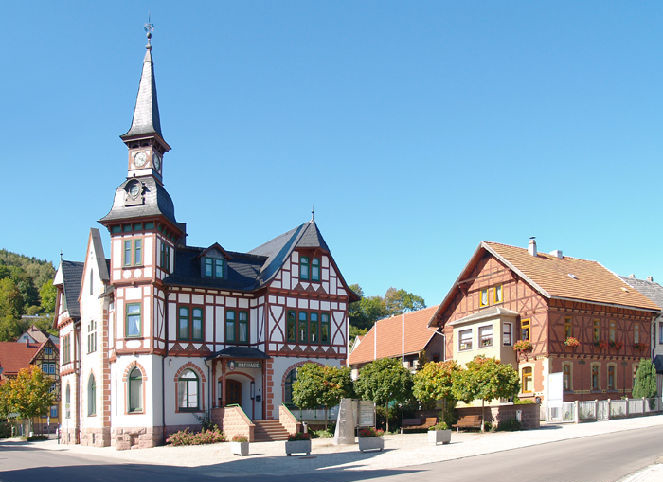
Rathaus Steinbach-Hallenberg

| Partei / Liste                       | Stimmenanteil | Sitze |
| Pro 8                                | 36,6 %        | 7     |
| Wählergemeinschaft Haselgrund        | 29,4 %        | 6     |
| Christlich Demokratische Union (CDU) | 20,4 %        | 4     |
| Die Linke                            | 08,1 %        | 2     |
| Piratenpartei – ÖDP – Die PARTEI     | 05,5 %        | 1     |

### Bürgermeister
Der hauptamtliche Bürgermeister Markus Böttcher (Pro 8, früher parteilos) wurde am 14. April 2019 mit 52,8 % der abgegebenen gültigen Stimmen gewählt. Am 23. Februar 2025 wurde Böttcher mit 54,9 % der abgegebenen gültigen Stimmen im Amt bestätigt. Er hatte zwei Mitbewerber.

### Wappen
Blasonierung: Geteilt von Blau über Rot; oben zwischen zwei grünen Tannen eine silberne Burgruine auf silbernem Felsen; unten schräggekreuzt goldener Hammer und goldene Schmiedezange.

### Städtepartnerschaften
Städtepartnerschaften bestehen mit den hessischen Orten Steinbach (Taunus) bei Frankfurt am Main und Lohra im Landkreis Marburg-Biedenkopf sowie der nordrhein-westfälischen Gemeinde Wilnsdorf.

## Kultur und Sehenswürdigkeiten

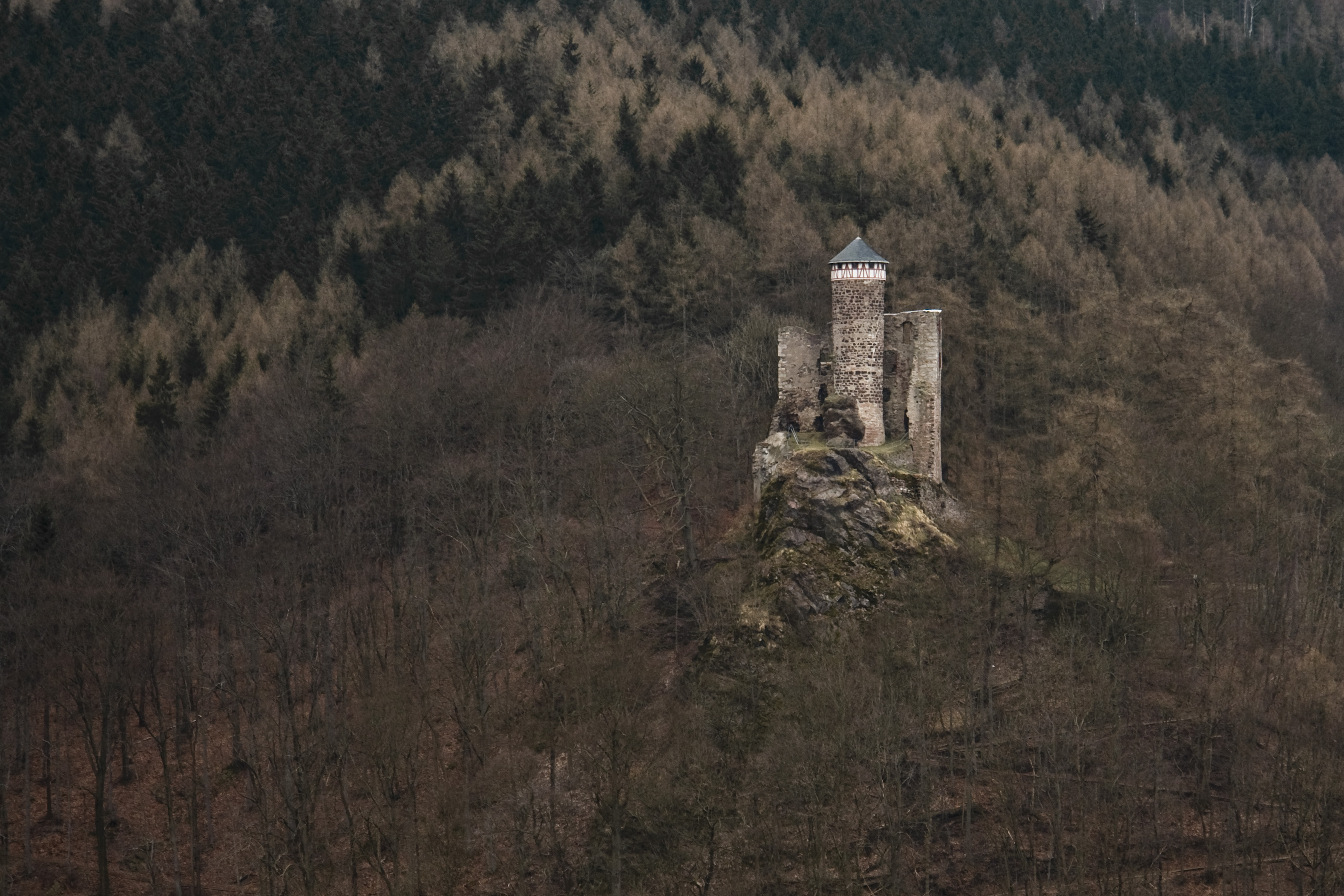
Die Hallenburg

Die auf einem 80 m hohen Porphyrfelsen als Wahrzeichen der Stadt thronende Burgruine Hallenburg gehört wohl zu den herausragendsten historischen Gebäuden der Stadt. Die spätromanische Burg am Arnsberg mit dem 20 m hohen Bergfried und Resten der Kernburg wurde in einer Schenkungsurkunde aus dem Jahre 1268 als castum Haldenberc erstmals urkundlich erwähnt.
Außerdem befindet sich in Steinbach-Hallenberg eine im Jahre 1652 und 1698 erbaute, frühbarocke Kirche. Die drei Emporen sind mit Bildern der biblischen Geschichte verziert. Erwähnenswert ist auch die Kanzel, das Werk eines unbekannten Nürnberger Meisters. Sie wurde vom Schultheiß Hans Happ aus Unterschönau 1658 der Kirche gestiftet. Ebenfalls sehenswert ist das steinerne Eingangstor des Friedhofs von 1605. Der rechte obere Schlussstein enthält die Namen der Dorfmeister (Vorsteher) und Zwölfer (Gemeindevertretung) von Steinbach-Hallenberg sowie des Schultheißen des Amtes Hallenberg. Die Friedhofskapelle wurde 1739 erbaut.
Am Schlossberg befindet sich das Heimatmuseum „Glockenhaus“, ein Fachwerkhaus mit Unterbau aus dem Mittelalter. Es war ursprünglich ein Wirtschaftsgebäude des Burgbezirks. Aus der Tradition des Metallhandwerks entstand die museale Besonderheit des Haselgrundes, das Metallhandwerksmuseum. Hier und in den kleinen dazugehörigen Werkstätten kann man zusehen, wie Nägel und die einstige Spezialität des Ortes – Korkenzieher – in Handarbeit gefertigt wurden. Auf dem Gelände des Handwerksmuseums befindet sich noch eine alte, originalgetreu eingerichtete Korkenzieherwerkstatt. Das komplette Gebäude wurde 2004 von seinem ursprünglichen Standort, auf Tieftransportern gezogen, dort neu aufgestellt. Jeweils im September, zum Tag des offenen Denkmals, findet hier das Schmiedefest mit Schauvorführungen statt.
Erwähnenswert ist neben vielen Fachwerkhäusern aus dem 18. und 19. Jahrhundert auch das 1900 erbaute Rathaus.
Die Anlauftürme und der Aufsprunghang der Schanzenanlage im Kanzlersgrund befinden sich auf der Gemarkung von Steinbach-Hallenberg.
Auf dem noch zur Gemarkung gehörenden Ruppberg wird eine abgegangene Burg, Schloss Ruprechtsburg, vermutet.

## Wirtschaft und Infrastruktur

### Firmen und Branchen
Traditionell herrscht in Steinbach-Hallenberg das metallverarbeitende Gewerbe vor. Heute findet man einen Branchenmix aus Metall-, Kunststoff- und Holzverarbeitung, Elektrotechnik, Kartonagenherstellung, Bau- und Handwerksbetrieben sowie Verkaufseinrichtungen aus allen Bereichen des Einzelhandels vor. Die drei Gewerbegebiete Im Erlich, Am Schertzer und Am Stiller Berg haben insgesamt eine erschlossene Fläche von 35,8 ha. Steinbach-Hallenberg ist ein staatlich anerkannter Erholungsort.

### Soziale Einrichtungen
In Steinbach-Hallenberg gibt es neben zwei Kindertagesstätten, eine Grundschule (Umweltschule in Europa) und eine Regelschule. Beide Schulen wurden zentrumsfern auf den Hergeser Wiesen neu errichtet. Dort befindet sich ebenso eine Dreifelder-Mehrzweckhalle mit Kegelbahn. Eine Bibliothek besteht gegenüber dem Rathaus. Weiterhin gibt es eine Postagentur, ein evangelisches Altenhilfezentrum, eine Rettungswache (DRK KV Schmalkalden e. V.) und ein Heim für betreutes Wohnen. In Steinbach-Hallenberg praktizieren mehrere Ärzte (Allgemeinmediziner, Augenarzt, Gynäkologe, Zahnärzte) sowie Physiotherapeuten. Es gibt zwei Apotheken.

### Verkehr

#### Bahnverkehr

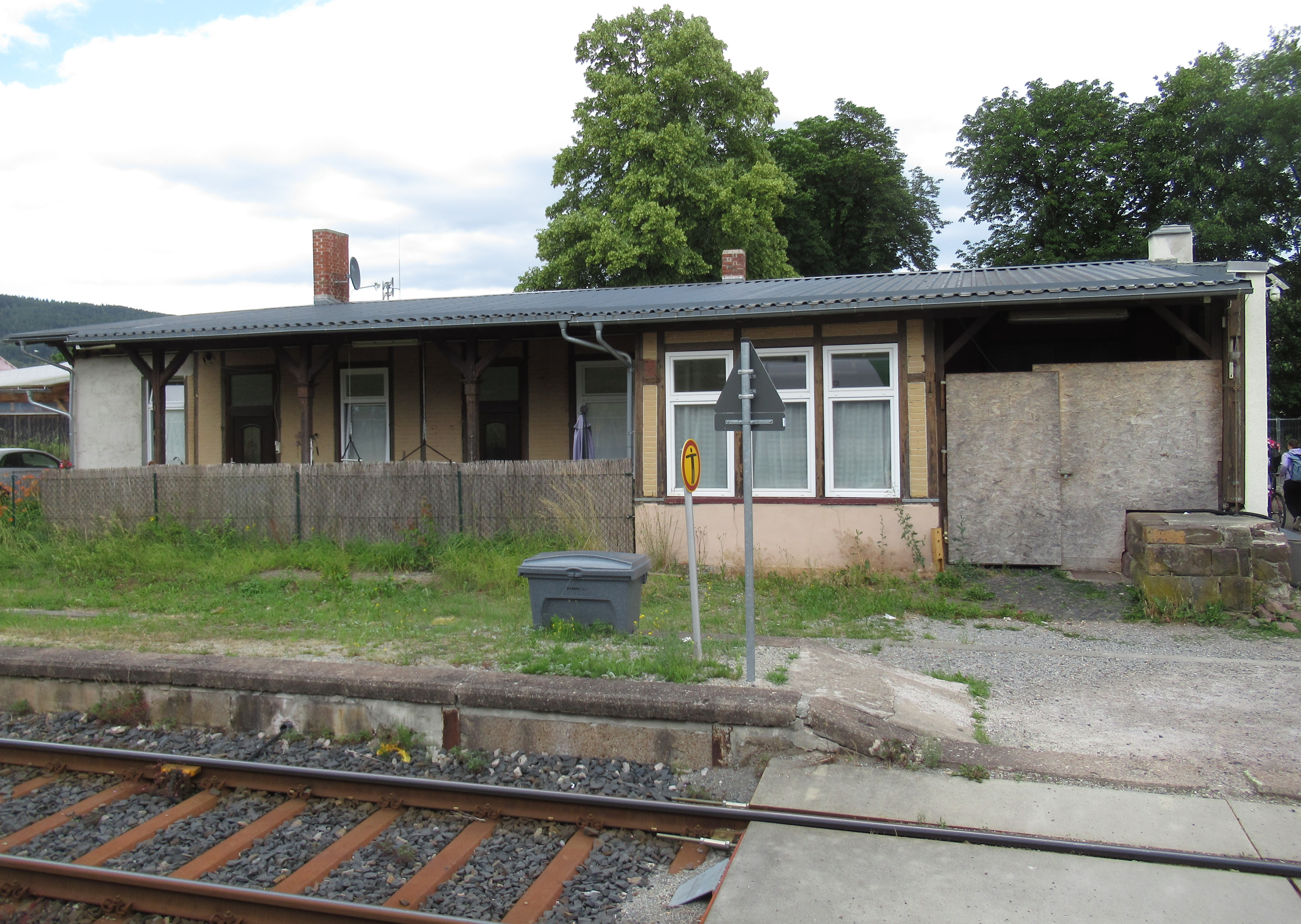
Bahnhof Steinbach-Hallenberg

Steinbach-Hallenberg verfügt über einen Bahnhof an der Bahnstrecke Zella-Mehlis–Wernshausen, hier verkehrt Montag bis Freitag die Süd-Thüringen-Bahn im Stunden-Takt, am Wochenende im Zwei-Stunden-Takt.

#### Fernstraßen
Die Bundesautobahn 71 ist über die Anschlussstellen Suhl/Zella-Mehlis, Meiningen-Nord oder Oberhof erreichbar.

### Wasser und Abwasser
Die Wasserversorgung der Stadt übernimmt der Wasserversorgungszweckverband “Gespringwasser Schmalkalden und Umgebung”. Durch die Gemeindefusion wurde der Abwasserzweckverband Hasel-Schönau kraft Gesetzes aufgelöst und die Aufgabe der Abwasserbeseitigung ging auf die Stadt Steinbach-Hallenberg über, da der Abwasserzweckverband lediglich noch ein Mitglied hatte (vgl. § 40 Absatz 3 Satz 2 ThürKGG).

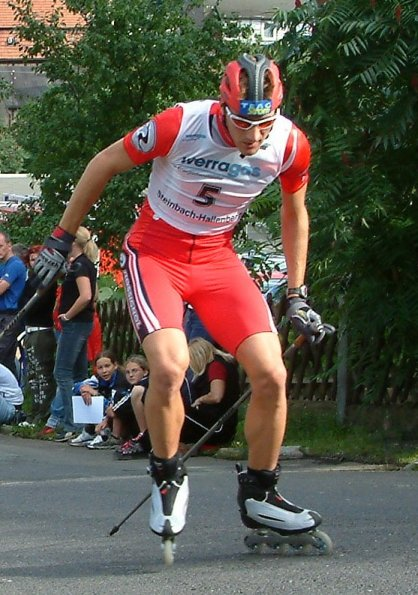
Sommer-Grand-Prix in Steinbach-Hallenberg

## Persönlichkeiten

### Söhne und Töchter der Stadt
- Johannes Avenarius (1670–1736), Superintendent von Gera und Musiktheoretiker
- Johann Friedrich Doles (1715–1797), Komponist und Thomaskantor
- Georg Rommel (1788–1833), Komponist
- Christian Leonhard Holland (1829–1889), Abgeordneter des Kurhessischen Kommunallandtages
- Georg Lichtenheld (1877–1950), Tierarzt in Deutsch-Ostafrika
- Siegbert Vollmann (1882–1954), erster Vorsitzender der „Jüdischen Religionsgemeinschaft Bochum“ nach 1945
- Karl Reumschüssel (1884–1940), Bürgermeister von Steinbach-Hallenberg sowie Abgeordneter des Provinziallandtages der Provinz Hessen-Nassau
- Hans von Obstfelder (1886–1976), General der Infanterie während des Zweiten Weltkriegs
- Rudolf Holland (1895–1955), Abgeordneter des Provinziallandtages der Provinz Hessen-Nassau
- Otto Recknagel (1897–1983), NSDAP-Politiker, Mitglied des Preußischen Landtages und des Reichstages
- Rolf Recknagel (1918–2006), Literaturwissenschaftler
- Werner Usbeck (1920–2007), Professor, Rektor der Medizinischen Akademie Erfurt sowie Direktor der Chirurgischen Klinik
- Uwe Greßmann (1933–1969), Schriftsteller
- Hartmut Löwe (* 1935), evangelischer Theologe und ehemaliger Militärbischof der Bundeswehr
- Helmut Recknagel (* 1937), Skispringer
- Anita Steube (1939–2021), Sprachwissenschaftlerin
- Eberhard Häfner (* 1941), Schriftsteller
- Jürgen Werner (1942–2014), Fußballspieler
- Volker Wahl (* 1943), Archivar und Historiker
- Brigitte Struzyk (* 1946), Schriftstellerin
- Manfred Wolf (* 1948), Skispringer
- Siegmar Menz (* 1950), Fußballtrainer und -manager

### Personen, die mit der Stadt in Verbindung stehen
- Renate Holland-Moritz (1935–2017), Schriftstellerin, wuchs in Steinbach-Hallenberg auf
- Kati Wilhelm (* 1976), Biathletin, wuchs in Steinbach-Hallenberg auf, wohnt im Ort
- Alexander Wolf (* 1978), Biathlet, wohnt im Ort
- Florian Menz (* 1994), Skispringer, wohnt im Ort
- Katherine Sauerbrey (* 1997), Skilangläuferin, wuchs in Steinbach-Hallenberg auf

### Ehrenbürger
- Werner Usbeck (1920–2007), Mediziner
- Helmut Recknagel (* 1937), Skispringer
- Kati Wilhelm (* 1976), Biathletin